# Westerplatte

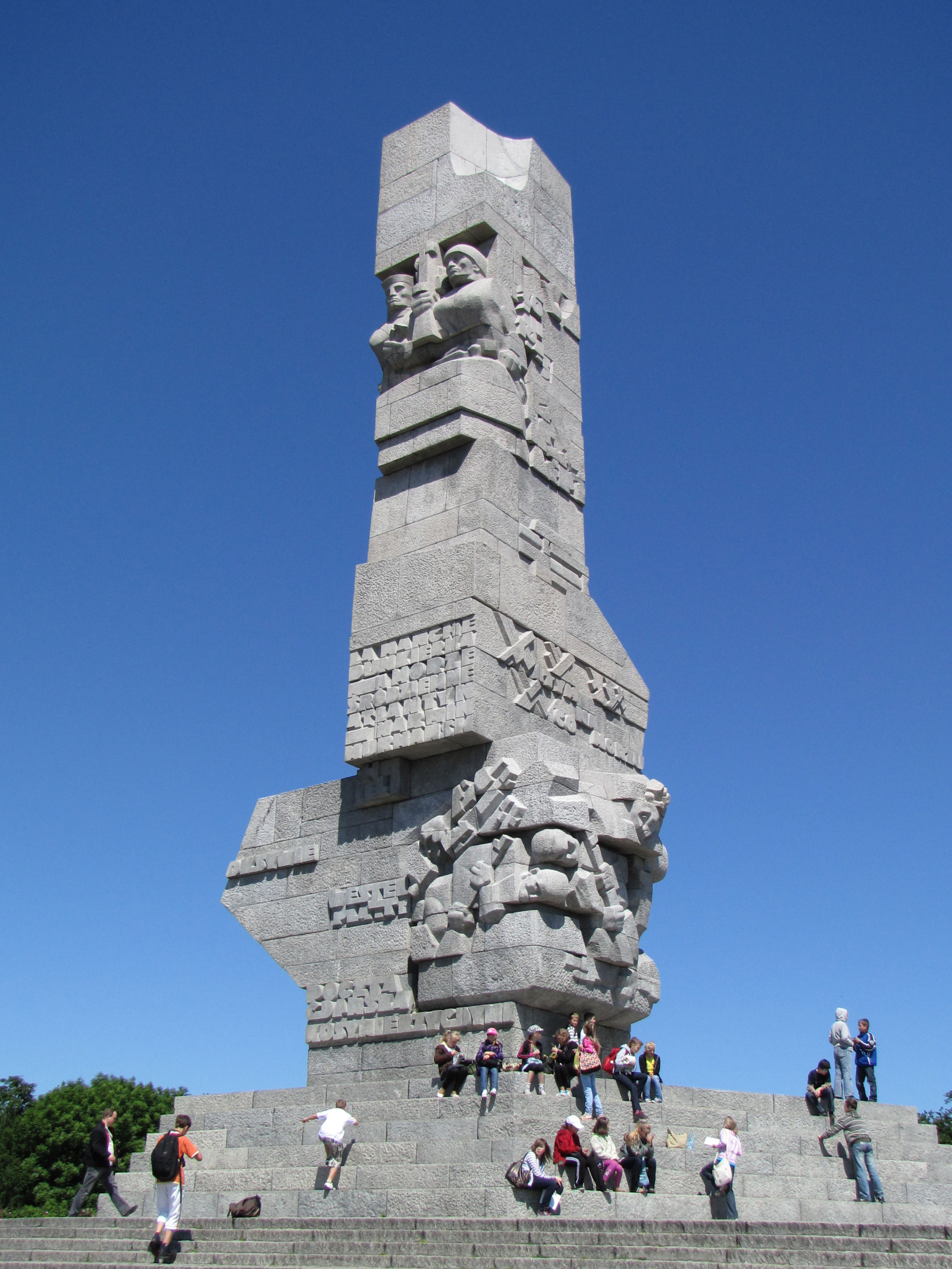
Monument Westerplatte

Westerplatte (din germană Platoul Occidental) este o peninsulă din Gdańsk, Polonia, amplasată la Golful Gdańsk, o parte a Mării Baltice. Este recunoscută ca locul unde a început Al Doilea Război Mondial la data de 1 septembrie 1939. Acum face parte din cartierul Stogi z Przeróbką.